# Heinrich Döring (Theologe)
Heinrich Döring (* 12. Oktober 1933 in Schierschwende, Landkreis Mühlhausen i. Th., Provinz Sachsen, Preußen; † 12. April 2025 in Ohlstadt, Landkreis Garmisch-Partenkirchen) war ein deutscher römisch-katholischer Fundamentaltheologe, Religionswissenschaftler und emeritierter Hochschullehrer.

## Leben
Heinrich Döring wurde geboren als Sohn von Paul und Emma (geb. Degenhardt) Döring im damals zu Preußen, heute zu Thüringen gehörigen Dorf Schierschwende. Nach einem Studium der Katholischen Theologie von 1955 bis 1962 in St. Augustin/Bonn, Fulda und Würzburg wurde Heinrich Döring 1962 durch Adolf Bolte in Fulda zum Priester geweiht, anschließend war er bis 1965 als Kaplan und Religionslehrer in Fulda und Bad Hersfeld tätig. Im Jahr 1968 folgte seine Promotion zum Dr. theol. in Würzburg, im Jahr 1971 seine Habilitation im Fach Fundamentaltheologie und vergleichende Religionswissenschaft durch die Universität Würzburg.
Ab 1971 wurde er Privatdozent an der Universität Würzburg, im selben Jahr ordentlicher Professor für Fundamentaltheologie, ökumenische Theologie, vergleichende Religionswissenschaft und Religionstheologie an der Philosophisch-Theologischen Hochschule Fulda und am Katholisch-Theologischen Seminar der Universität Marburg. Zugleich arbeitete er als Spiritual am Bischöflichen Priesterseminar in Fulda. Im Jahr 1972 wechselte er als ordentlicher Professor für Fundamentaltheologie an die Philosophisch-Theologische Hochschule Passau, im Jahr 1977 als Professor für Fundamentaltheologie an der neugegründete Universität Passau. Von 1979 bis 2001 war er ordentlicher Professor für Fundamentaltheologie und ökumenische Theologie, zugleich Leiter des gleichnamigen Instituts an der LMU München als Nachfolger von Heinrich Fries. Im Jahr 2001 wurde er emeritiert.
Seit 2011 arbeitete er in der Seelsorge in St. Laurentius (Ohlstadt) mit.
Zu seinen bekannteren Schülern zählen Armin Kreiner, Alexander Loichinger, Claude Ozankom und Perry Schmidt-Leukel.

## Ehrungen
- Ehrenzeichen des bayerischen Ministerpräsidenten
- (1993) Festschrift zum 60. Geburtstag
- (2013) Festschrift zum 80. Geburtstag

## Werke (Auswahl)

### Publikationen in Buchform
- Kirchen – unterwegs zur Einheit. Das Ringen um die sichtbare Einheit der Kirchen in den Dokumenten der Weltkirchenkonferenzen. Eine phänomenologisch-theologische Betrachtung (= Abhandlungen zur Philosophie, Psychologie, Soziologie und Religion und Ökumenik, Neue Folge, Heft 17/20), Schöningh, Paderborn, München, Wien 1969 (Zugleich Hochschulschrift Würzburg, Theologische Fakultät, Dissertation vom 19. April 1968).
- Abwesenheit Gottes. Fragen und Antworten heutiger Theologie (= Konfessionskundliche und kontroverstheologische Studien, Band 40), Verlag Bonifacius-Druckerei, Paderborn 1977, ISBN 978-3-87088-164-1, (Zugleich Hochschulschrift: Würzburg, Univ., Fachbereich Kath. Theologie, Habilitationsschrift, 1971).
- Grundkurs ökumenischer Information, Meitingen 1978.
- (Autor), Martin Moritz (Zeichnungen), Der Kreuzweg. Eine theologische Meditation zu einem gezeichneten Kreuzweg, Passavia Passau 1986, ISBN 978-3-87616-126-6.
- Grundriß der Ekklesiologie. Zentrale Aspekte des katholischen Selbstverständnisses und ihre ökumenische Relevanz (= Grundrisse, Band 6), Wissenschaftliche Buchgesellschaft, Darmstadt 1986 (Nachdruck 1988), ISBN 978-3-534-06351-2.
- (Autor), Maria Jepsen (Autorin), Paul-Werner Scheele (Autor), Gunther Wenz (Autor), Ulrich Wilckens (Autor), Ist die Ökumene am Ende?, Regensburg 1994 (2. Auflage 1999), ISBN 978-3-7917-1407-3.
- Ökumene vor dem Ziel (= Beiträge zur Fundamentaltheologie und Religionsphilosophie, Band 2), Ars Una, Neuried 1998, ISBN 978-3-89391-452-4.
- Ökumenische Entdeckungen. Wege kreativer Integration (= Beiträge zur Fundamentaltheologie und Religionsphilosophie, Band 6), Ars Una, Neuried 2000, ISBN 978-3-89391-456-2.
- (Autor), Eva Okršlar (Bilder), Mit der Weite göttlichen Lebens beschenkt. Vom vielfältigen Geschehen des Glaubens, EOS-Kloster-Verlag, St. Ottilien 2006. ISBN 978-3-8306-7256-2.
- Dialogische Sendung. Die Mission der Kirche im Kontext der Religionen (= Beiträge zur Fundamentaltheologie und Religionsphilosophie, Band 11), Ars et Unitas, Neuried 2007, ISBN 978-3-89391-468-5.
- Der Engel von Schlehdorf. Eine Fundamental-Theologische Reflexion, Ars et Unitas, Neuried 2011, ISBN 978-3-936117-64-6.
- Gott in menschlicher Erfahrung. Fundamentaltheologische Reflexionen zum christlichen Verständnis der Erfahrung Gottes (= Beiträge zur Fundamentaltheologie und Religionsphilosophie, Band 14), Ars et Unitas, Neuried 2014, ISBN 978-3-936117-43-1.

### Beiträge in Sammelwerken und Reihen
- Der Mensch in der Frage nach Sinn und Grund. Lehrbrief 3 des Grundkurses, in: Domschule Würzburg e.V. (Hrsg.), Theologie im Fernkurs, Würzburg 1969 (mehrere Übersetzungen); in neuer Bearbeitung 1979.
- (Autor), Franz-Xaver Kaufmann (Autor), Kontingenzerfahrung und Sinnfrage, in: Franz Böckle (Hrsg.), Christlicher Glaube in moderner Gesellschaft, Teilband 9, Freiburg-Basel-Wien 1981, S. 5–67.
- Die sakramentalische Struktur der Kirche in katholischer Sicht, in: Johann-Adam-Möhler Institut (Hrsg.), Die Sakramentalität der Kirche in der ökumenischen Diskussion. Referate und Diskussion eines Symposiums anläßlich des 25jährigen Bestehens des Möhler-Instituts, (= Konfessionskundliche Schriften, Band 15), Paderborn 1983.
- Theologie im Medium der Erfahrung, in: Peter Neuner (Hrsg.), Harald Wagner (Hrsg.), Die Verantwortung für den Glauben (Festschrift für Heinrich Fries), Herder, Freiburg 1992, ISBN 978-3-451-22534-5, S. 47–67.
- Disput um die Erfahrbarkeit Gottes, in: Michael Kessler (Hrsg.), Wolfhart Pannenberg (Hrsg.), Hermann Josef Pottmeyer (Hrsg.), Fides quaerens intellectum. Beiträge zur Fundamentaltheologie (Festschrift für Max Seckler), Francke, Tübingen-Basel, 1992, ISBN 978-3-7720-1944-9, S. 17–41.

### Zeitschriftenartikel
- Der begreiflich unergreifbare Glaube. Überlegungen zu einem bemerkenswerten fundamentaltheologischen Handbuch, in: Stimmen der Zeit, 210. Band, 1992, Heft 4, S. 278–284.